# Dajakflugsnappare
Dajakflugsnappare (Cyornis montanus) är en fågelart i familjen flugsnappare inom ordningen tättingar.

## Utseende och läte
Dajakflugsnapparen är en medelstor flugsnappare med stora dräktsskillnader mellan könen. Hanen är mycket vackert färgad med djupt blå ovansida och mestadels orange undersida, dock med vitt på buken. Honan är mycket mer anspråkslös i färgen, med gråaktigt huvud, gråbruna vingar, rostfärgad stjärt och rostbrun undersida.
Arten är lik borneoflugsnapparen, men är mörkare, framför allt på buken (båda könen) och på ryggen (hanen). Den liknar även sundaflugsnapparen, men är generellt mörkare och mer kortnäbbad. Den har även mindre svart på kinden hos hanen och rostrött, ej blått, i stjärten hos honan.
Sången består av en melodiskt serie med visslande toner. Lätena är ljudliga ”chek" eller "sit" som ofta vävs in i sången.

## Utbredning och systematik
Arten förekommer på Borneo. Tidigare behandlades den som en del av Cyornis banyumas, men urskiljs sedan 2021 som egen art.

## Levnadssätt
Dajakflugsnapparen hittas i undervegetation i bergsskogar, där den är fåtalig och lokalt förekommande.

## Status och hot
Arten har ett stort utbredningsområde, men tros minska i antal, dock inte tillräckligt kraftigt för att den ska betraktas som hotad. Internationella naturvårdsunionen IUCN listar arten som livskraftig (LC).